# Erotische Demütigung
Erotische Demütigung ist eine Technik, um erotische oder sexuelle Erregung für die Person zu erzeugen, die gedemütigt und erniedrigt wird. Sie kann als Spielart im Zusammenhang mit BDSM angesehen werden und Teil von sexuellen Rollenspielen sein, um die sexuelle Stimulation eines oder beider Partner der Handlungen zu erhöhen.

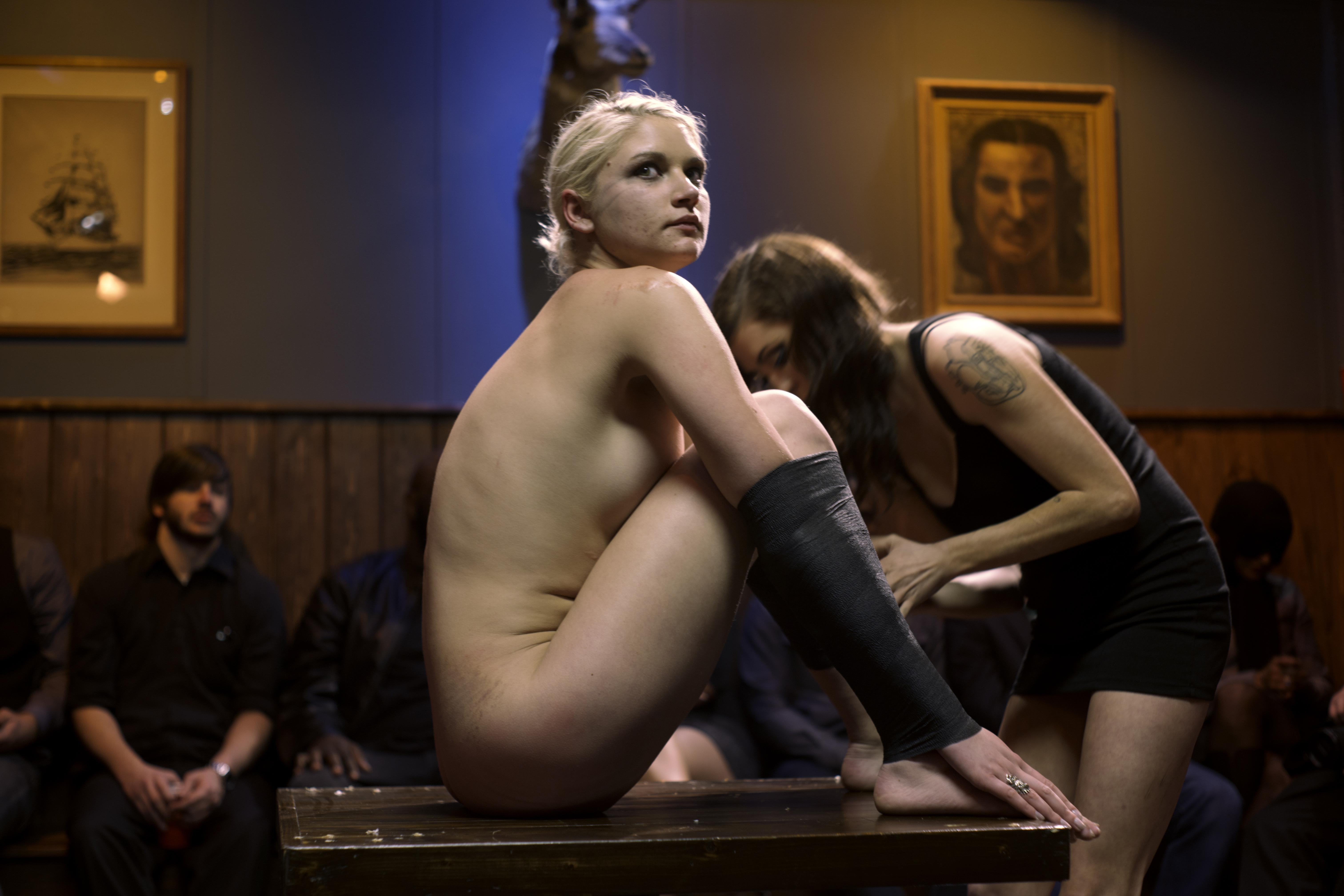
Öffentliche Demütigung einer Frau

## Ausführung
Bei einer Demütigung, allgemeiner einem Statusspiel, zwingt der Top den Bottom zu erniedrigenden Handlungen oder behandelt ihn entwürdigend. Eine demütigende Komponente kann bei praktisch jeder Praktik, von Bondage bis Schlagspielen, vorhanden sein. Streng genommen können jedoch nur die Beteiligten an einem Spiel sagen, ob eine Handlung demütigend ist oder nicht. Beispielsweise kann Petplay stark demütigend sein oder auch überhaupt nicht. Es ist daher auch möglich, dass bei einem und dem gleichen Spiel der eine Partner eine demütigende Komponente sieht, der andere aber nicht. Gewissen Spielen wird allgemein eine demütigende Komponente unterstellt, wie bei Scat.
Es gibt eine Reihe von Begriffen für Spiele, bei der eine bestimmte Form der Demütigung im Vordergrund steht, wie Cuckolding. Eine weibliche Top, die bevorzugt demütigt, wird im Englischen auch Humiliatrix genannt.

## Formen der Demütigung
Wegen der oben beschriebenen Gründe ist es unmöglich, einen vollständigen Katalog von Demütigungsspielen aufzustellen. In dieser Liste sind nur die häufigsten Spiele aufgeführt, die eine demütigende Komponente haben können, mit Link zu dem entsprechenden Haupteintrag.

### Identität des Bottoms
Zuweisung erniedrigender Rollen an den Bottom (Sklave, Zofe, Zögling, Gefangener, Tier); Änderung des Geschlechtes (Erzwungene Feminisierung), der Spezies (Petplay) oder des Alters (Adult Baby); Umwandlung in ein Objekt (Lebendmöbel, Puppe).

### Verhalten des Tops gegenüber dem Bottom
Dressur des Bottoms zu bestimmten Verhaltensweisen (siehe unten); Verbale Demütigung ("Dirty Talk"), Cuckolding, Verwendung des Bottoms als Objekt, z. B. als Toilette (siehe Scat und Natursekt). Vorführen des Bottoms vor Dritten.

### Verhalten des Bottoms gegenüber dem Top
Der Bottom muss den Top mit einem Titel wie "Sir/Mylady" oder "Herr/Herrin" ansprechen, darf ihm nicht ins Gesicht sehen, darf von sich selbst nicht in der Ich-Form sprechen, muss ihm die Schuhe oder den Anus lecken, diverse Dienste verrichten (Fußmassagen, Oralsex etc.). Der Bottom muss unterwürfige Körperhaltungen (Knien) einnehmen und auf die eigene Befriedigung (Keuschheit, Orgasmuskontrolle) verzichten.

### Aussehen des Bottoms
Zurschaustellung durch Nacktheit, spezielle Kleidung wie Chaps, die die Geschlechtsorgane frei lassen oder Kleidung und Schmuck (Ring der O, Halsband), die seinen niedrigeren Status (als Zofe, TV-Zofe, Prostituierte) deutlich machen; die Kennzeichnung des Bottoms durch Tattoos, Piercings, Branding etc.

## Faszination
Eine Demütigung demonstriert die Macht des Tops über den Bottom. Daher stammt auch die große Bandbreite an Praktiken, die eine demütigende Komponente haben können: Ein Bottom kann es als demütigend empfinden, dass der Top ihn nach Belieben schlagen kann.
Manche Sadomasochisten spielen mit Demütigungen, um bei ihrem Gegenüber eine Gegenwehr hervorzurufen. Das kann zum Beispiel der Start für eine spielerische Rauferei oder Ähnliches sein, in der die Teilnehmer bestimmen, wer Top sein wird oder weil der aktive Teilnehmer den Kampfsubbie in seinem Gegenüber wecken will. Damit sind Demütigungen ein Mittel der (spielerischen) Provokation und gleichzeitig eine Einladung zum Spielen.
Ein anderer Teil derjenigen, die mit Demütigungen spielen, nutzen sie als Mittel, um in ein Spiel hineinzugelangen oder um sich (oder den Partner) während eines Spiels von abschweifenden Gedanken zurückzuholen. Das markanteste Beispiel hierfür dürfte wahrscheinlich die Ohrfeige sein: Für einige sadomasochistisch-interessierte Menschen ist es undenkbar, sich ohrfeigen zu lassen oder jemanden zu ohrfeigen. Für andere kann dies eine Handlung sein, die sie abrupt aus dem Alltag herausreißt und sie auf sich und den Partner konzentrieren lässt.